# Rio Maquiné
Le rio Maquiné est un cours d'eau brésilien de l'État du Rio Grande do Sul. 